# Зангарський сільський округ
Занга́рський сільський округ (каз. Заңғар ауылдық округі, рос. Зангарский сельский округ) — адміністративна одиниця у складі Павлодарського району Павлодарської області Казахстану. Адміністративний центр — село Зангар.
Населення — 756 осіб (2021; 705 у 2009, 939 у 1999, 1436 у 1989).
Станом на 1989 рік існувала Зангарська сільська рада (села Алексієвка, Березовка, Зангар, Коряковка). Після 1999 рік села Алексієвка та Березовка були передані до складу Мічурінського сільського округу.

## Склад
До складу округу входять такі населені пункти:
| Населений пункт | Старі назви | Населення, осіб (1989) | Населення, осіб (1999) | Населення, осіб (2009) | Населення, осіб (2021) |
| --------------- | ----------- | ---------------------- | ---------------------- | ---------------------- | ---------------------- |
| Зангар, село    | -           | 1092                   | 744                    | 529                    | 576                    |
| Коряковка, село | -           | 344                    | 195                    | 176                    | 180                    |